# Ascidia thompsoni
Ascidia thompsoni is een zakpijpensoort uit de familie van de Ascidiidae. De wetenschappelijke naam van de soort is voor het eerst geldig gepubliceerd in 1952 door Kott.